# Lomné (Frankrijk)
Lomné is een gemeente in het Franse departement Hautes-Pyrénées (regio Occitanie) en telt 40 inwoners (2009). De plaats maakt deel uit van het arrondissement Bagnères-de-Bigorre.

## Geografie
De oppervlakte van Lomné bedraagt 2,9 km², de bevolkingsdichtheid is dus 13,8 inwoners per km².

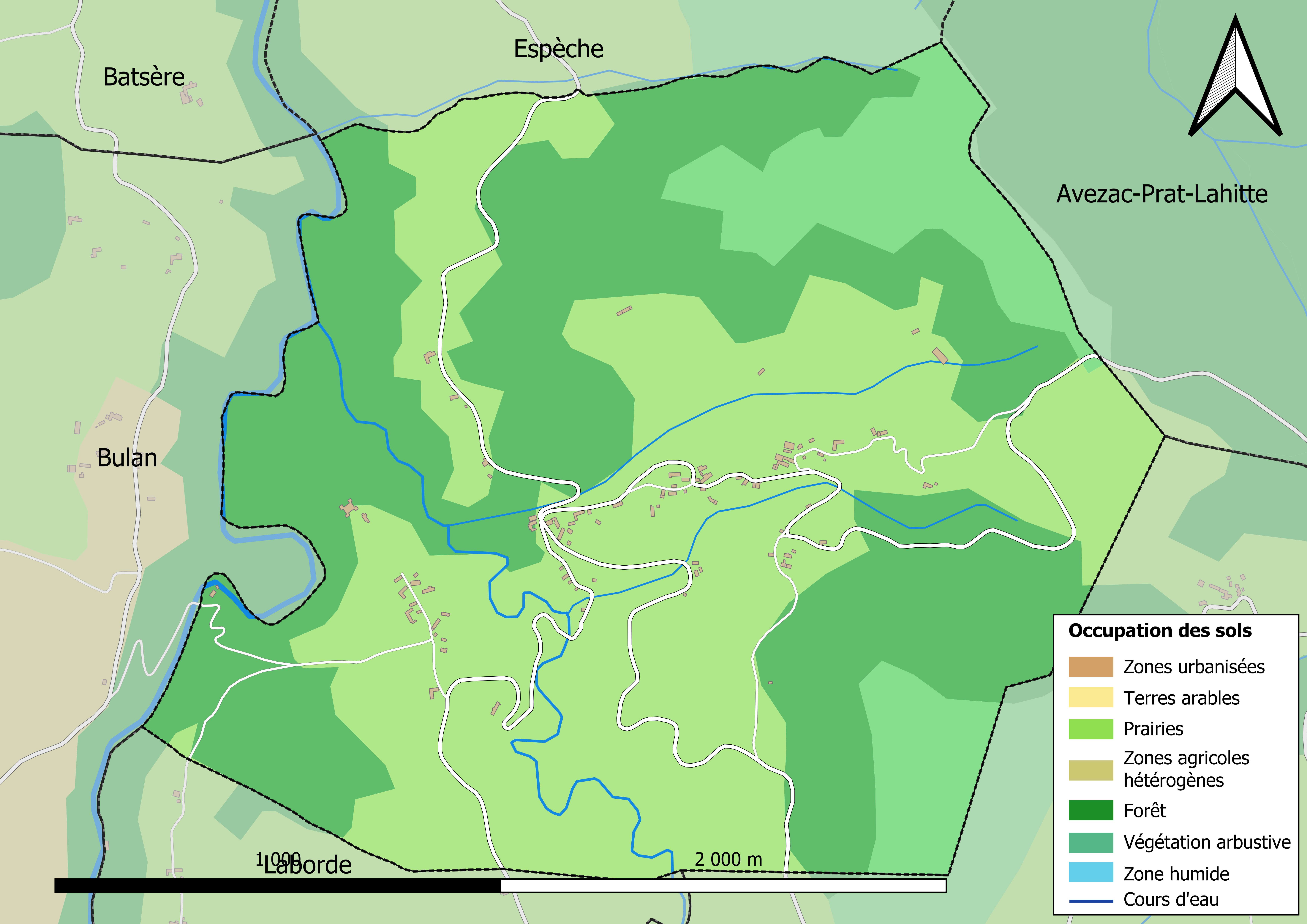
Kaart van de gemeente met belangrijkste infrastructuur, bodemgebruik en omliggende gemeenten

## Demografie
Onderstaande figuur toont het verloop van het inwonertal (bron: INSEE-tellingen).